# نمایندگی خودرو

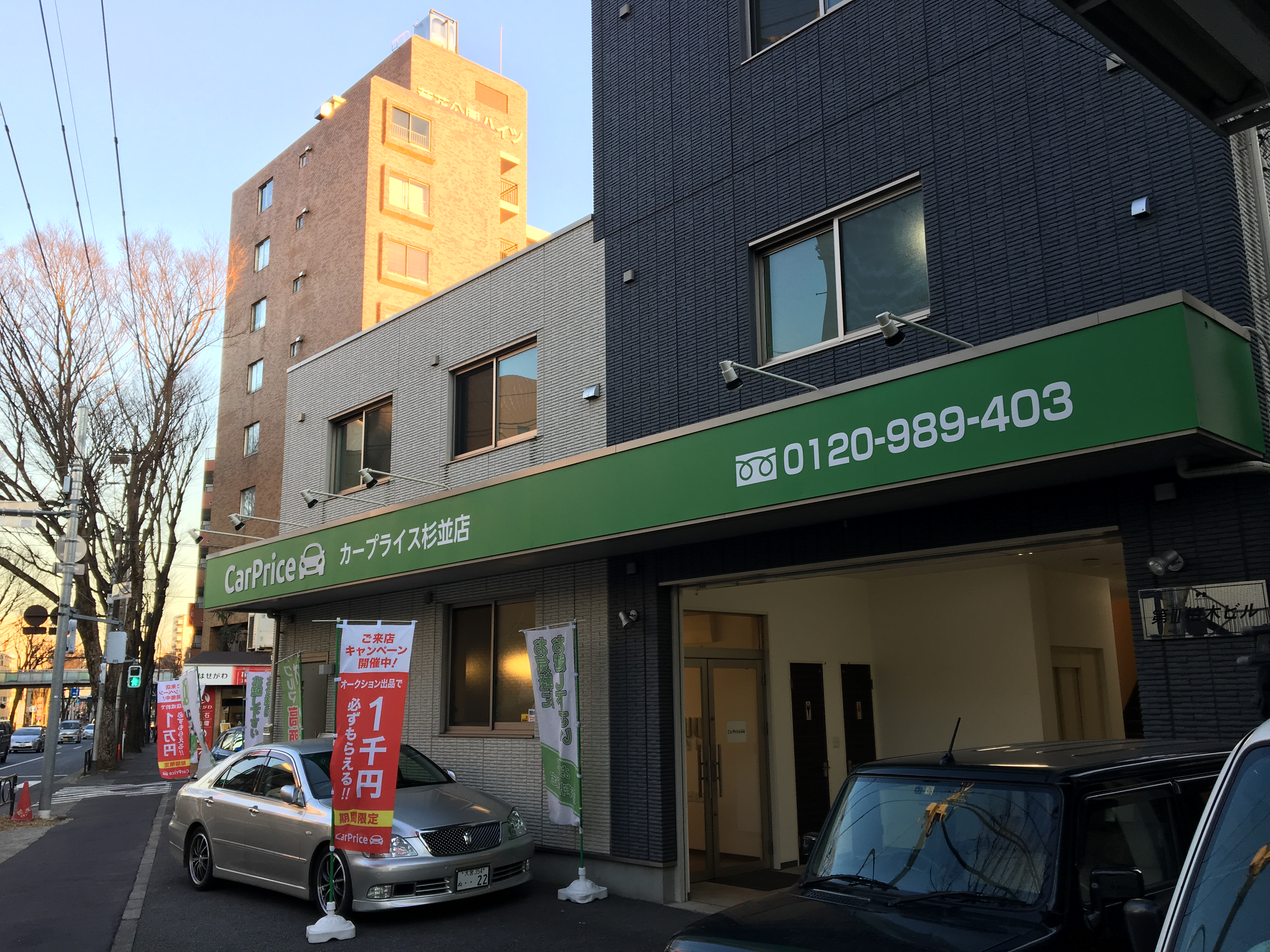
یک شرکت نمایندگی خودرو

نمایندگی خودرو (انگلیسی: Car dealership) یا نمایشگاه اتومبیل، گونه‌ای کسب‌وکار است که خودروهای جدید یا کارکرده را به صورت خرده‌فروشی، از طریق انعقاد قرارداد با خودروسازها یا شرکت‌های تابعه آنها، عرضه می‌نماید. نمایندگی‌های خودرو همچنین ممکن است خدمات تعمیر و نگهداری، گارانتی و فروش قطعات یدکی خودروهای معامله شده، ارائه نمایند. در سال‌های نخست فعالیت صنعت خودروسازی، اتومبیل‌های اولیه، به‌طور مستقیم توسط خودروسازان به مشتریان فروخته می‌شدند. نخستین نمایشگاه اتومبیل در ایالات متحده در سال ۱۸۹۸ توسط ویلیام متیزگر تأسیس شد.